# خليفة العجيل
خليفة عبدالله العجيل، سياسي كويتي، يشغل منصب وزير التجارة والصناعة ، منذ 25 أغسطس 2024.

## عن حياته
ولد خليفة عبدالله ضاحي العجيل العسكر في الكويت ، وهو حاصل على شهادة البكالورويس في تخصص إدارة الأعمال بكلية العلوم الإدارية من جامعة الكويت عام 2002 ، وفي 25 أغسطس 2024 صدر مرسوم أميري يقضي بإجراء تعديل وزاري في الشيخ أحمد عبد الله الأحمد الصباح وتعينه وزير التجارة والصناعة.

## المناصب والعضويات
- شغل منصب رئيس جهاز المراقبين الماليين بدرجة وزير من 2019 .
- عضو مجلس مفوضين في هيئة أسواق المال من أبريل 2014 حتى سبتمبر 2019.
- رئيس مجلس الإدارة في شركة أسس القابضة من مايو 2013 حتى ابريل 2014.
- رئيس مجلس إدارة وعضو منتدب في شركة الوسيط للأعمال المالية من نوفمبر 2008 حتى أبريل 2014.
- مدير إقليمي - قطاع الوساطة في شركة الكويت والشرق الاوسط للاستثمار «كمفيك» من اكتوبر 2006 حتى سبتمبر 2007.